# Gösta Ekspong

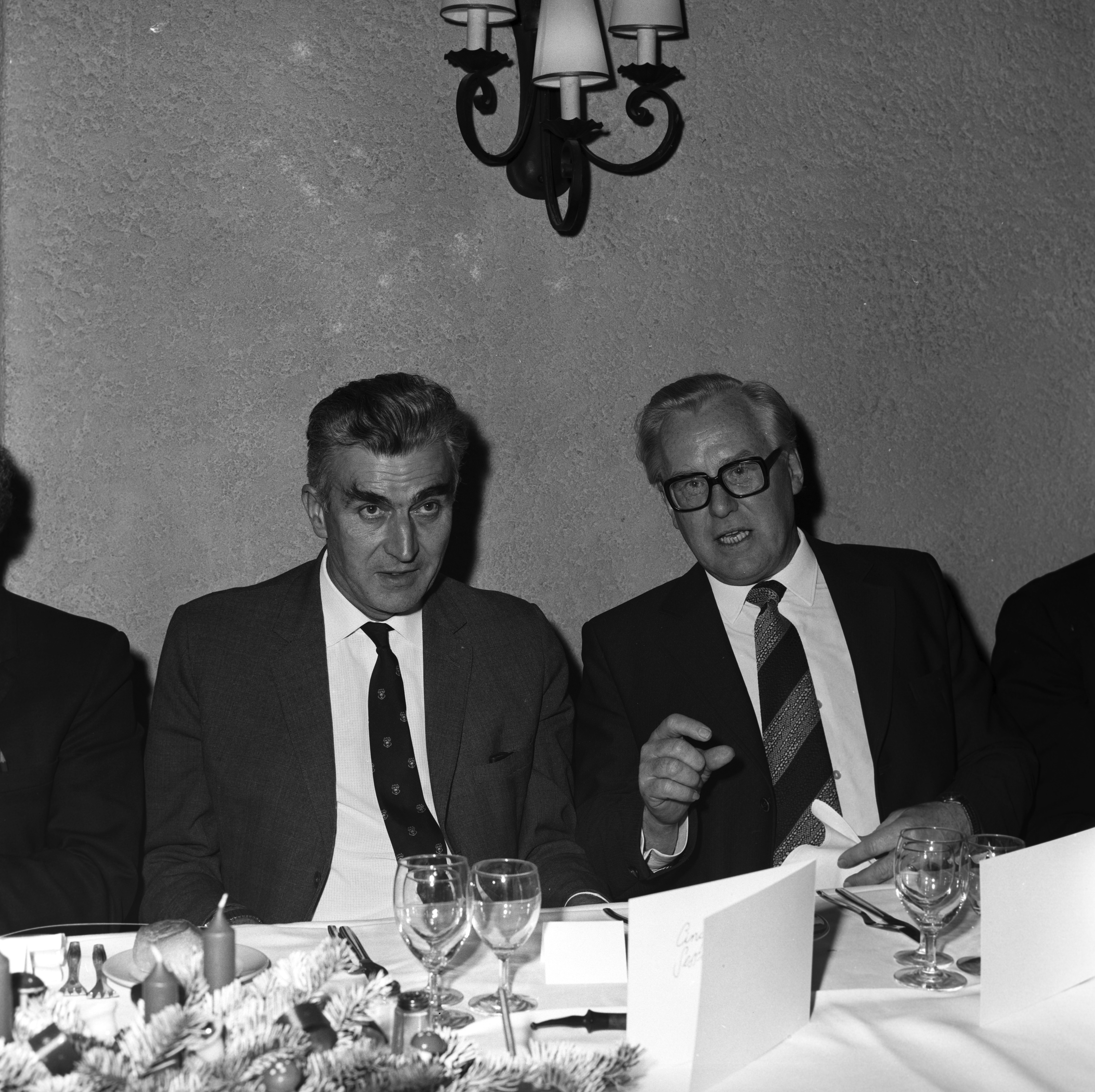
John Adams, generaldirektör för CERN-laboratoriet och Gösta Ekspong, ledamot för CERNs vetenskapsråd.

Anders Gösta Ekspong, ursprungligen Carlson, född 24 februari 1922 i Skogstorp, Husby-Rekarne församling, Södermanlands län, död 24 februari 2017, var en svensk fysiker och  professor vid Stockholms universitet. Hans inriktning var atomfysik. Ekspong disputerade för doktorsgrad 1955 vid Uppsala universitet med en avhandling om kosmisk strålning under handledning av Axel E. Lindh
Ekspong anses vara en av de svenska pionjärerna i engagemanget vid partikelfysikanläggningen vid CERN. Vid CERN var han från 1960-talet ordförande för the Emulsion Experiments Committee samt 1969-1975 medlem i the Scientific Policy Committe där han även var ordförande 1972–1974. Han bidrog till de sökstrategier som senare kom att användas för att finna Higgsbosonen och deltog även i den teknologiska utveckling av DELPHI. Ekspong valdes 1969 in som ledamot av Kungliga Vetenskapsakademien. Mellan 1975 och 1988 var han dessutom ledamot av Vetenskapsakademiens Nobelkommitté för fysik samt ordförande 1987-1988. Under tiden som han verkade gav han ut åtskilliga vetenskapliga publikationer om bl.a. partikelfysik, astrofysik och kärnfysik, däribland tillsammans med forskare vid Universitetet i Bristol och University of California. Han ligger begravd på Skogskyrkogården i Stockholm.